# 答申
| ウィキペディアには「答申」という見出しの百科事典記事はありません（タイトルに「答申」を含むページの一覧/「答申」で始まるページの一覧）。 代わりにウィクショナリーのページ「答申」が役に立つかもしれません。 |